# نقض حقوق کودکان در جمهوری اسلامی ایران
در این نوشتار، نقض حقوق کودکان توسط نظام جمهوری اسلامی ایران، مورد بررسی قرار گرفته‌است.
در جمهوری اسلامی، حقوق کودکان از راه‌هایی همچون: اعدام، کار، محرومیت از تحصیل، کودک‌همسری و کودک‌سربازی… نقض می‌شود.

## ایران و پیمان‌نامه حقوق کودک

مونا محمودنژاد یکی از بهائیانی بود که پس از انقلاب ۱۳۵۷، در سال ۱۹۸۳ میلادی (۱۳۶۲ خورشیدی) و در شانزده سالگی، بازداشت شده و در هفده سالگی در ایران اعدام شد. وی متولد ۱۹ شهریور ۱۳۴۴ بود. ده‌ها زن بهائی هم، همراه او اعدام شدند.

ایران در سال ۱۹۹۴ میلادی به جمع امضا کنندگان پیمان‌نامه حقوق کودک پیوست؛ ولی برخی از قانون‌های موجود ایران، هنوز با این کنوانسیون، ناسازگاری دارد.
حقوق کودکان در جمهوری اسلامی ایران با مسائلی مانند کار کودکان، مجازات و اعدام کودکان (پایین بودن سن مسئولیت کیفری در قوانین ایران)، ازدواج قانونی کودکان و استفاده از کودکان در نظامی‌گری درگیر است. از نکات مثبت حقوق کودکان در ایران این است که بر اساس قانون اساسی جمهوری اسلامی ایران، آموزش و پرورش برای همهٔ کودکان و نوجوانان ایرانی تا دورهٔ متوسطه رایگان است و دولت وظیفه دارد امکان تحصیل را برای همگان از طریق وزارت آموزش و پرورش فراهم سازد.
همچنین ایران از سال ۱۳۷۳ به پیمان‌نامه حقوق کودک پیوسته‌است اما تعدادی از قوانین ایران هنوز با این پیمان‌نامه مغایرت دارند.

## خشونت اسلامی بر ضد کودکان
بر پایه مقررات اسلامی ایران، تنبیه بدنی کودک به دست پدر، به میزان مصلحت، مجاز است؛ در حالی که ماده ۱۹ پیمان‌نامه حقوق کودک، دولت‌ها را موظف می‌کند که از کودکان در برابر هر گونه بدرفتاری والدین یا سرپرستان حمایت کند. طبق ماده ۲۲ قانون مجازات اسلامی اگر پدر یا جد پدری، فرزند خود را بکشد قصاص نمی‌شود و تنها به پرداخت مقداری از دیه و تعزیر محکوم می‌شود؛ ولی در شرایط مشابه، مادر به قصاص (اعدام) محکوم خواهد شد.

## محرومیت از آموزش
قانون اساسی و نیز آیین‌نامه حقوق کودک، هر دو، آموزش کودکان را تا سنینی ویژه، اجباری می‌شمرند؛ اما آمار بالایی از کودکان ایران، هم‌اکنون به دلیل مشکلات اقتصادی، تحصیل نمی‌کنند. ثبت نشدن هویت (بی‌شناسنامه بودن) کودکانی که پدر افغان و مادر ایرانی دارند، باعث شده‌است که آن‌ها بدون شناسنامه، نتوانند در هیچ مدرسه‌ای ثبت نام شده و تحصیل کنند که این محرومیت، با کنوانسیون حقوق کودک، مغایرت دارد.

## کار کودکان
کار کودکان پیامدهای بدی برای این کودکان که به «کودکان کار» و «کودکان خیابانی» معروف هستند دارد. در ایران کودکان کار وجود دارند اما آمار دقیقی از تعداد آنها در دست نیست. در سپتامبر ۲۰۱۷ برابر با مهر ۱۳۹۶ خورشیدی خبرگزاری تسنیم گزارش داد که ناهید تاج الدین نماینده اصفهان در مجلس شورای اسلامی در گفتگو با خبرگزاری خانه ملت، گفته برخی کارشناسان مسائل اقتصاد شهری آمار کودکان کار ایران را بین ۳ تا ۷ میلیون عنوان می‌کنند، ضمن اینکه این رقم برای تهران نیز ۲۰ هزار نفر تخمین زده می‌شود، اما به دلیل اینکه اغلب کودکان کار هیچ گونه ثبت هویتی ندارند؛ آمار دقیقی در این زمینه نمی‌توان ارائه کرد. این کودکان عمدتاً در زیرزمین‌ها مشغول به‌کارند، برخی از آنان مورد سوءاستفاده و خشونت قرار می‌گیرند و حتی برخی از آنان از شب تا صبح در خیابان‌ها برای جمع‌آوری ضایعات، آهن کهنه، لاستیک‌ها و… مشغول بکارند.
از آسیب‌هایی که «کودکان کار» را تهدید می‌کند می‌توان به بی‌سوادی، بازماندگی از تحصیل، سوء تغذیه، رخنه اچ‌آی‌وی، اعتیاد، افسردگی، خودزنی، خودکشی، تجاوز جنسی و خشونت کنترل‌نشده اشاره داشت.
تمامی کسانی که در کوره آجرپزی کار می‌کنند به علت مشکلات اقتصادی نتوانسته‌اند حتی یک اتاق در تهران یا یک خانه در روستاهای اطراف اجاره کنند؛ بنابراین در ازای کاری که برای کارفرما انجام می‌دهند، از اتاقک‌هایی که توسط کارفرماها در کنار کوره پزخانه‌ها ساخته شده به عنوان محل سکونت استفاده می‌کنند.
عضو کمیته هماهنگی شبکه یاری کودکان کار ایران می‌گوید: «این امکان وجود دارد که کودکان کار ۱۵ سال به بالا مورد نظارت و حمایت قرار گیرند اما چون وزارت کار، نان‌آوری کودکان زیر ۱۵ سال را مجاز نمی‌داند، نظارتی هم بر روند اجرای این قوانین نمی‌کند. در عین حال هیچ نظارتی هم بر کارگاه‌هایی که تعداد کارگرهای شاغل در آن کمتر از ۱۰ نفر بوده، نیست چرا که این کارگاه‌ها را از شمول قانون کار خارج می‌دانند و به این بهانه که تعداد نیروهای نظارتی کم است، از این امر مهم سر باز می‌زنند».
همچنین کودکان بسیاری در شهرها به دست‌فروشی مشغولند. والدین تعداد زیادی از این کودکان معتاد به مواد مخدر هستند. بسیاری از این کودکان مورد کودک آزاری و سوءاستفاده جنسی قرار می‌گیرند.
در مرداد ۱۴۰۳ صاحب یک کارگاه خیاطی در مریوان که سه کودک کار شاغل در مغازۀ خود را مورد آزار جسمی قرار داده و پشت آن‌ها را با اتو سوزانده‌بود، پس از ۲ روز بازداشت با قید وثیقه آزاد شد و در مغازه‌اش فعالیت خود را از سر گرفت. آزادی این کارفرمای مجرم به قید وثیقه و عدم صدور قرار بازداشت و منع فعالیت برای وی از سوی دستگاه قضایی جمهوری اسلامی ایران انتقادات بسیاری را در رسانه‌ها و در میان فعالان اجتماعی و فعالان حقوق کودک برانگیخت.

## ازدواج کودکان (کودک‌همسری)
ازدواج کودکان هم در سنت و دین و هم در قانون نظام جمهوری اسلامی ایران وجود دارد. همچنین محمد با عایشه در ۶ سالگی عقد کرد و بعد از آن، هنگامی که ۷ یا ۹ ساله بود ازدواج کرده‌است. ماده ۱۰۴۱ قانون مدنی ایران می‌گوید «عقد نکاح دختر قبل از رسیدن به سن ۱۳ سال تمام شمسی و پسر قبل از رسیدن به سن ۱۵ سال تمام شمسی منوط است به اذن ولی به شرط مصلحت با تشخیص دادگاه صالح». البته قبلاً حداقل سن ازدواج برای دختران ۱۵ سال و برای پسران ۱۸ سال بود و در شرایط خاص و با ارائه گواهی دادگاه، دختران از ۱۳ سالگی و پسران از ۱۵ سالگی می‌توانستند ازدواج کنند؛ بنابراین ازدواج زیر ۱۳ سال کاملاً ممنوع بود. آمارهای سال ۱۳۸۹ نشان می‌دهد در این سال ۴۳٬۴۵۷ مورد ازدواج کودکان زیر ۱۵ سال به‌طور رسمی به ثبت رسیده‌است. ۹۰ درصد این آمار مربوط به دختران است. اما تحقیقات نشان می‌دهد تعداد ازدواج کودکان محدود به آمار ثبت شده نیست زیرا در روستاها کودکان متعه (صیغه) می‌شوند و سال‌ها بدون ثبت رسمیِ ازدواج زندگی می‌کنند.
همچنین بر اساس آمار سال ۱۳۸۹، تعداد ۳۷۰۰۰ کودک ۱۰ تا ۱۸ ساله طلاق گرفته یا بیوه بوده‌اند. در هر سال ۸۰۰ دختر ۱۰ تا ۱۴ سال و ۱۵ هزار دختر ۱۵ تا ۱۹ سال در ایران طلاق گرفته‌اند. فقر مادی و باورهای سنتی علت این ازدواج‌های زودهنگام است. در بیشتر موارد خانوادهٔ داماد به خانواده عروس که اغلب فقیر هستند پولی پرداخت می‌کنند. از پیامدهای ازدواج زودهنگام می‌توان به افزایش بی‌سوادی و کم‌سوادی در میان زنان، چندزنی، پدیده فرار از خانه و همسرکشی اشاره کرد.

## کیفر و اعدام کودکان
در قوانین ایران «سن مسئولیت کیفری» تعریف نشده‌است و قاضی‌ها با برداشت خود از فقه و مادهٔ ۱۲۱۰ قانون مدنی، دختران بالای ۹ سال قمری و پسران بالای ۱۵ سال قمری را بالغ دانسته و برایشان مانند بزرگسالان حکم صادر می‌کنند. بر اساس مادهٔ ۴۹ قانون مجازات اسلامی، طفل کسی است که به حد «بلوغ شرعی» نرسیده باشد. درحالی که از منظر سازمان عفو بین‌الملل، سازمان یونیسف و صندوق نجات کودکان، کودک و طفل فردی است که زیر ۱۸ سال سن داشته باشد.
در جمهوری اسلامی، مواردی از اعدام کودکان یا اعدام افرادی که جرمی را پیش از ۱۸ سالگی مرتکب شدند دیده می‌شود؛
مانند دلارا دارابی و بهنود شجاعی. گفته می‌شود در «قانون جدید مجازات اسلامی» مبنای جدیدی برای تعیین سن مسئولیت کیفری برای مجازات قصاص و حد وجود خواهد داشت و دیگر سن مسئولیت کیفری سن مطلقی (دختران ۹ و پسران ۱۵ سالگی) نخواهد بود و در هر مورد از نظرات یک کارشناس برای تشخیص سن مسئولیت کیفری استفاده خواهد شد. همچنین پزشکی قانونی به تشخیص بلوغ واقعی متهم رسیدگی خواهد کرد.

### اعدام کودکان و نوجوانان
- در روز چهارشنبه ۳ اردیبهشت ۱۳۹۹ میشل باچله، کمیسر عالی حقوق بشر در سازمان ملل متحد اعدام دو نوجوان به نام‌های شایان سعیدپور و مجید اسماعیل‌زاده که در زمان ارتکاب جرم کمتر از ۱۸ سال داشته‌اند را به شدت محکوم کرد.[۲۲][۲۳]
- روز دوشنبه ۸ اردیبهشت ۱۳۹۹ بنا بر گزارش خبرگزاری فرانسه، وزارت خارجه فرانسه اعدام دو نوجوان به نام‌های شایان سعیدپور و مجید اسماعیل‌زاده را محکوم کرد. این دو نوجوان در هنگام ارتکاب جرم زیر ۱۸ سال عمر داشتند.[۲۴]
- سحرگاه روز پنج‌شنبه ۱۱ دی ۱۳۹۹ محمدحسن رضایی پس از سپری کردن دستکم ۱۴ سال در زندان مرکزی رشت (لاکان) اعدام شد. وی در زمان وقوع جرم انتسابی ۱۶ سال سن داشت و در زیر شکنجه مجبور به اعتراف شده و به استناد همین اعتراف به اعدام محکوم شده‌بود. پژوهشگر امور ایران در عفو بین‌الملل، رها بحرینی، اتحادیه اروپا و میشل باچله، کمیساریای عالی حقوق بشر سازمان ملل این اعدام را محکوم کردند.[۲۵][۲۶][۲۷]

### نقض حقوق کودکان در قتل‌عام ۱۳۶۷
طبق گفته شاهدان و اسناد به‌دست آمده، طی کشتار ۶۷، مسئولان اعدام در فرایند نقض حقوق کودکان، در مقابل کودکان زیر ۱۴ سال، اعضای خانواده‌شان را تیرباران و اعدام می‌کردند. کودکان و نوزادان را همراه با خانواده خود، در سلول‌های انفرادی حبس می‌کردند. همچنین شواهد و شاهدان نشان می‌دهند که ده‌ها کودک زیر ۱۸ سال که اکثر آن‌ها دختر بودند، اعدام شدند.

#### شکنجه کودکان
یکی از زندانیان سیاسی به نام منوچهر اسحاقی می‌گوید که در ۱۳ سالگی بازداشت و شکنجه شد و در سلول انفرادی حبس شد. وی هر روز در زندان، گریه می‌کرد.

### حبس طولانی کودک به دلیل اتهام برادر
محمدصابر ملک رئیسی در ۱۶ بهمن ۱۳۹۹ و پس از حدود ده سال حبس، از زندان اردبیل آزاد شد. وی در نوجوانی و به دلیل فعالیت‌های سیاسی برادرش زندانی شده بود.

## بهره نظامی از کودکان (کودک‌سربازی)
استفاده نظامی از کودکان به سه شکل می‌باشد: اولین شکل آن به‌کارگیری کودکان به عنوان کودک-سرباز در جنگ است، دومین صورت آن استفاده در فعالیتهای حمایت از جنگ مانند نگهبانی، جاسوسی و بردگی جنسی می‌باشد. سومین شکل آن نیز استفاده از کودکان برای پروپاگاندا در جنگ می‌باشد. بر اساس ماده ۳۸ کنوانسیون حقوق کودک، گروه‌های سیاسی نباید از افراد زیر پانزده سال درجنگ استفاده کنند. ماده ۴ «پروتکل اختیاری شرکت کودکان در جنگ» از طرفین درگیری‌ها می‌خواهد که به افراد زیر هیجده سال اجازه شرکت در جنگ داده نشود و سربازگیری اجباری در مورد این افراد نیز ممنوع می‌باشد.
به گزارش ائتلاف برای توقف سربازی کودکان، تعداد کودکان سرباز در ایران مشخص نیست؛ اما بسیج از افراد داوطلب زیر ۱۸ سال در جنگ ایران و عراق استفاده می‌کرد. این سازمان همچنان از افراد زیر ۱۸ سال به‌گونه داوطلب استفاده می‌کند.
در گزارش سالانه وزارت خارجه آمریکا استفاده غیر قانونی از کودکان توسط جمهوری اسلامی ایران و گروه‌های تروریستی متحد آن و همینطور رواج بدترین شکل کار کودکان» توسط جمهوری اسلامی در ایران اشاره و تاکید شده است.